# Padua-Jolle
Die Padua-Jolle ist eine geklinkerte, offene Holzjolle mit Langkiel, klassischen Linien und einem starken Deckssprung.
Sie wurde 1943 von der Bootswerft Abeking & Rasmussen in Bremen-Lemwerder im Auftrag der Reederei Laeisz entworfen und gebaut. Sie zeichnete sich aus durch eine robuste Bauweise (geklinkerte Außenhaut), leichte Handhabung (Slup-Takelung), ein großes und tiefes Cockpit, ein angenehmes Steuerverhalten und eine hohe Seetüchtigkeit. Sie war damit ideal für die Hamburger Reederei, wollte sie doch auf diesem Bootstyp ihren seemännischen Nachwuchs in der notwendigen Segel- und Bootsbeherrschung schulen. Die Reederei Laeisz betrieb mit ihren frachttragenden Segelschiffen, den Flying P-Linern (Padua, Passat, Pommern, Peking u. a.) eine Flotte, auf der das seglerische Können eine Grundkompetenz war. Die weitere Ausbildung erfolgte an Bord der Flying P-Liner.
Nach dem Kriegsende wurde der Reeder Erich F. Laeisz erster Vorsitzender des Deutschen Hochseesport-Verbandes HANSA (DHH). Der Schulungsbetrieb der Hanseatischen Yachtschule (HYS) startete 1951 mit sieben Padua-Jollen, die den Krieg überstanden hatten. Sie dienten insbesondere am Standort Quellental in Glücksburg bis in die 1980er Jahre der HYS zur Kleinbootausbildung. Durch den steigenden Reparaturaufwand der mittlerweile 40 Jahre alten Padua-Jollen entschied sich die Segelschule für einen Nachfolgertyp auf der Basis der bewährten klassischen Linien und beauftragte die Glückstädter Asmus-Werft mit der Neukonstruktion. Die neue, in pflegeleichtem GFK produzierte Padua-Jolle kam unter der Bezeichnung Hanseatische Kieljolle bzw. Hanseatisches Kielboot auf den Markt.
Leicht modifizierte Nachfolgermodelle der Hanseatische Kieljolle (ex Padua-Jolle) werden von der ÆBC-Bootswerft in Ærøskøbing in Dänemark unter der Bezeichnung Hangard 20 und von der Degerö Germany Yachtbau GmbH in Fahrdorf/Schlei unter der Bezeichnung Scangaard 21 angeboten.

## Technische Daten
- Länge (Lüa): 6,25 m
- Breite(Büa): 1,86 m
- Tiefgang: 0,98 m
- Verdrängung: 850 kg
- Ballast: 380 kg
- Großsegel: 12 m²
- Fock: 4,8 m²
- Genua: 7,5 m²